# María de León Delgado
María de León y Delgado (El Sauzal, Tenerife, 23 de març de 1643 — San Cristóbal de La Laguna, Tenerife, 15 de febrer de 1731) va ésser una religiosa canària i mística, monja de l'Orde dels Predicadors. També és anomenada Sor Maria de Jesús i La Siervita. Està en procés de beatificació, havent estat proclamada serventa de Déu.

## Biografia
Va néixer el 23 març 1643 al municipi canari d'El Sauzal en el si d'una família molt humil. En realitat, la seva família era d'origen noble, encara que vinguda a menys. La seva vida sempre va estar envoltada de miracles i ja des de petita tenia sinceres inclinacions místiques. No es descarta tampoc una possible ascendència guanxe, possiblement per via materna.
La seva família era tan pobra que la seva mare la va donar en adopció perquè tingués una vida millor a un matrimoni adinerat procedent de l'Espanya peninsular. No obstant això, dos anys després aquest matrimoni estava a l'espera d'obtenir passatges per traslladar-se a Amèrica amb la intenció de dur-hi a la nena amb ells. Tanmateix, abans que això pogués succeir la seva mare biològica recupera la seva filla i més tard la nena és adoptada pels seus oncles.
Els oncles la van fer hereva de les seves possessions i el seu patrimoni, però ella volia ser monja i portar una vida d'oració i abstinència. El febrer de 1668 va entrar al monestir de Santa Caterina de Siena de les monges dominiques, a la ciutat de San Cristóbal de La Laguna. D'aquella època es descriuen al voltant de la monja molts miracles, entre els quals levitacions, bilocaciones i estigmes. La monja va tenir una gran amistat amb el frare franciscà Fra Juan de Jesús, i especialment amb el corsari Amaro Rodríguez Felipe (més conegut com a Amaro Pargo), que va presenciar molts miracles de la monja.
El 15 febrer 1731 Sor Maria de Jesús mor al convent. Abans de morir va caure en èxtasi i va morir conservant el pols i les pupil les clares durant més de vint-i-quatre hores. Al costat del cor tenia la ferida del costat de Crist.
Tres anys després de la seva mort el seu cos va ser exhumat i va ser trobat sencer i incorrupte.

## Veneració
El seu cos incorrupte es conserva en el monestir de Santa Caterina de Siena, on cada any, el 15 de febrer (aniversari de la seva mort), és exposat al públic en una urna de vidre dins d'un sarcòfag. El fèretre només pot ser vist a través d'una reixa. Els fidels hi solen llençar papers amb missatges escrits en què demanen favors a La Siervita. Aquell dia milers de fidels procedents de totes les Illes Canàries i des d'altres parts d'Espanya arriben al convent per pregar davant seu.
Actualment aquesta monja està en procés de beatificació i de ser declarada santa. El procés diocesà per a la seva beatificació es va crear el 1992 i va ser enviat a Roma per la seva consideració.
Tot i no haver estat encara oficialment canonitzada, el culte a Sor Maria de Jesús s'ha convertit en l'equivalent canari del culte a Santa Teresa de Jesús a la resta d'Espanya, Santa Caterina de Siena a Itàlia i Santa Rosa de Lima a Perú i Llatinoamèrica.